# 牛书成
牛书成（1960年2月-），河南淅川人，管理学博士、教授、研究生导师，曾任河南科技学院党委书记，2015年11月至2020年6月接替郑永扣担任郑州大学党委书记。

## 简历
1984年取得河南大学历史学学士学位，2003年在职取得郑州大学管理学硕士学位，2008年在职取得武汉理工大学管理学博士学位。
1984年7月到2000年8月一直在郑州粮食学院任职，历任政治理论部教师、政治理论部直属党支部书记、党委宣传部副部长、部长兼党委统战部副部长、部长、党委组织部部长、校党委副书记。2000年8月任郑州工程学院(后组建河南工业大学)党委副书记。2004年8月任河南科技学院党委副书记，2011年12月升任河南科技学院校党委书记。
2015年11月11日转任郑州大学校党委书记。2018年2月24日，当选为第十三届全国人大代表。

## 头衔
- 河南省十二届人大代表
- 中国历史唯物主义学会会员
- 中国高等教育研究会分会常务理事
- 河南省儒学促进会副会长

## 荣誉
- 主编、参编6部著作，发表40余篇论文
- 主持、参与10余项国家级及省级重点项目
- 获得河南省科技进步二等奖
- 获得河南省省级优秀教学成果一等奖
- 被河南省总工会授予“全心全意依靠职工办事业优秀党政领导”称号